# Deaj, Mureș
Deaj (maghiară Désfalva) este un sat în comuna Mica din județul Mureș, Transilvania, România.

## Istoric
În documente apare în perioada 1270–1272 cu denumirea "Hagmás, alio nomine Desfalua".

## Populație
Conform Recensământului din anul 2022 populația localității era de 1.772 locuitori.

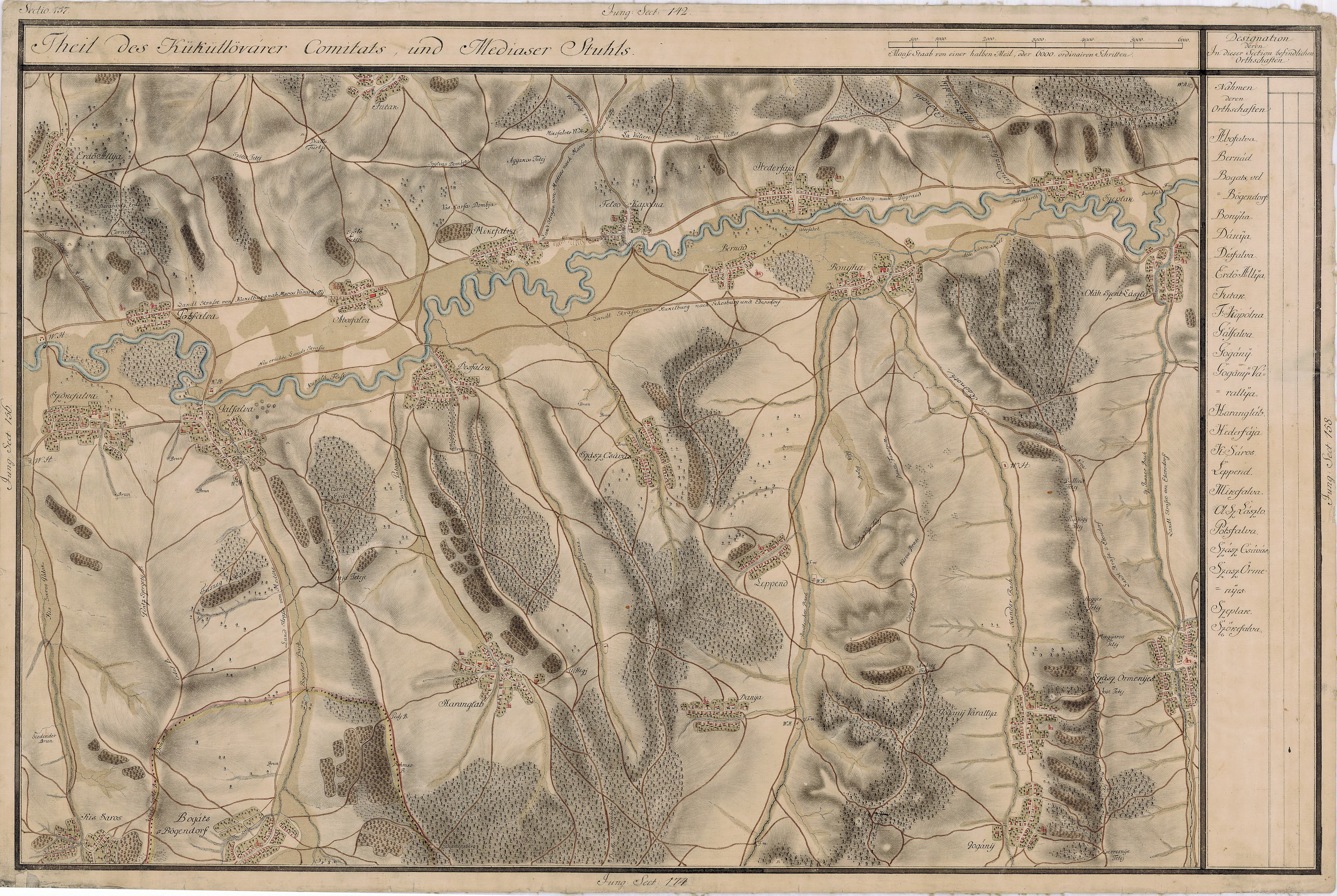
Deaj pe Harta Iosefină a Transilvaniei, 1769-73

## Monumente
- Biserica de lemn
- Biserica unitariană

## Imagini

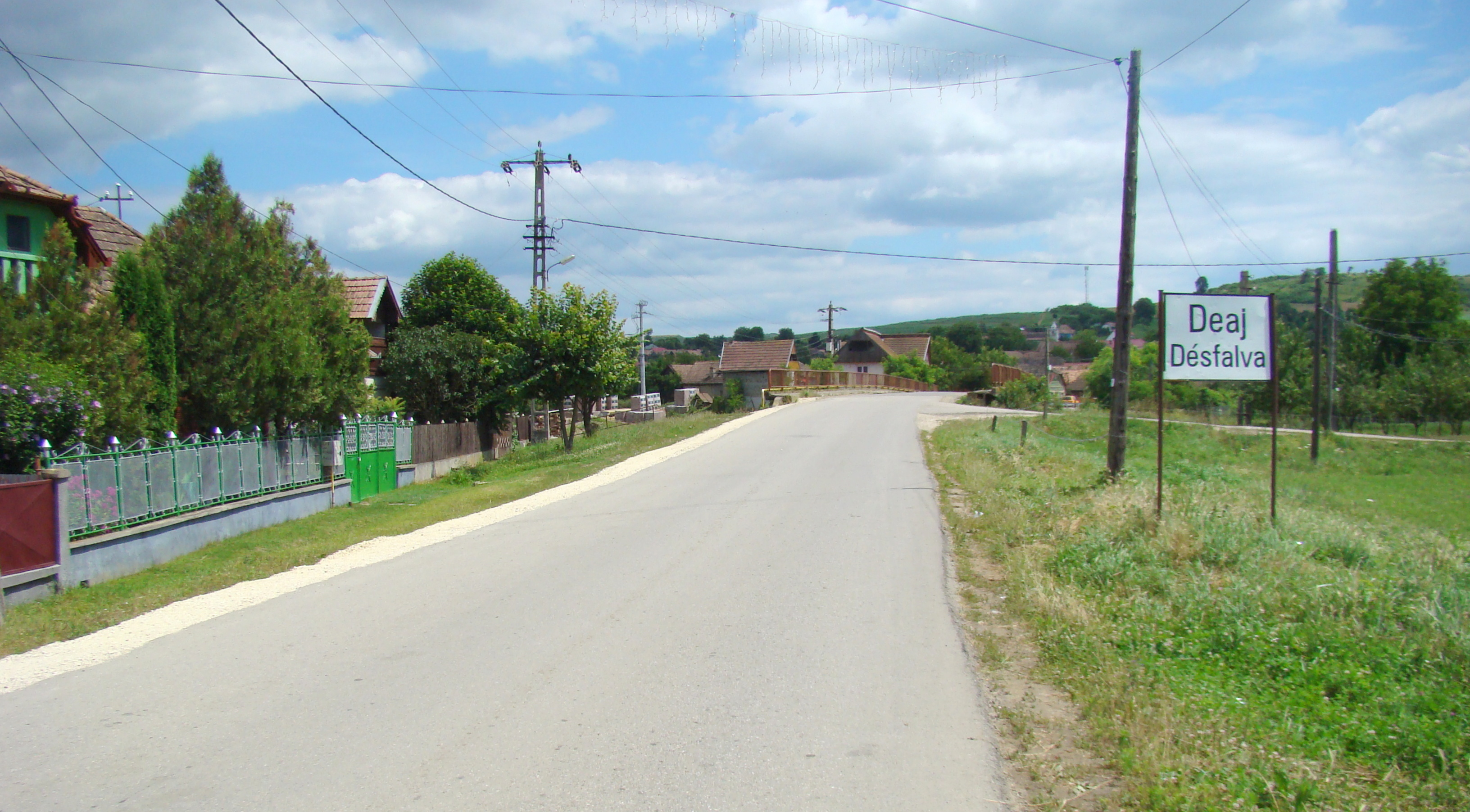
Intrarea în localitate
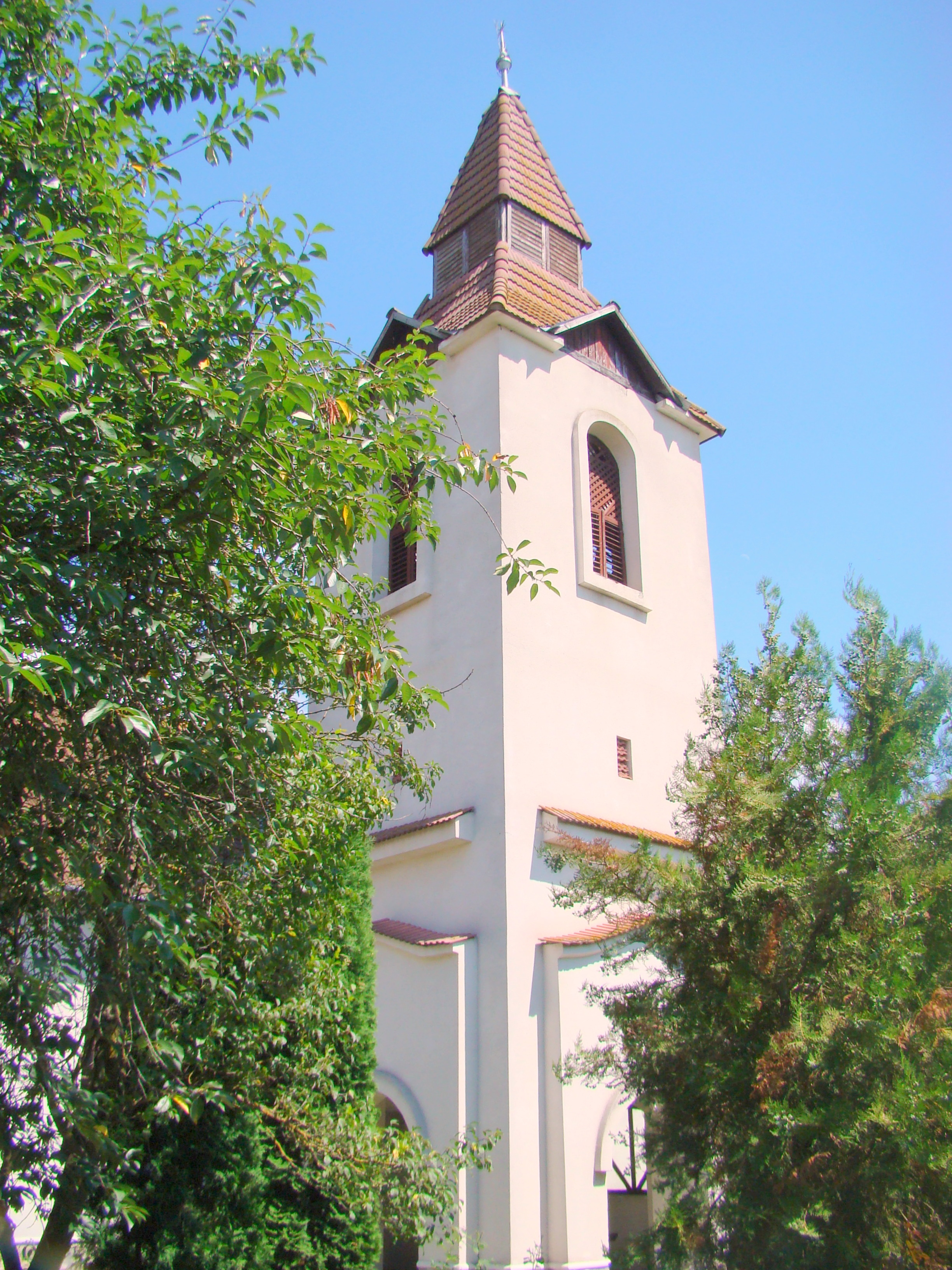
Turnul bisericii reformate
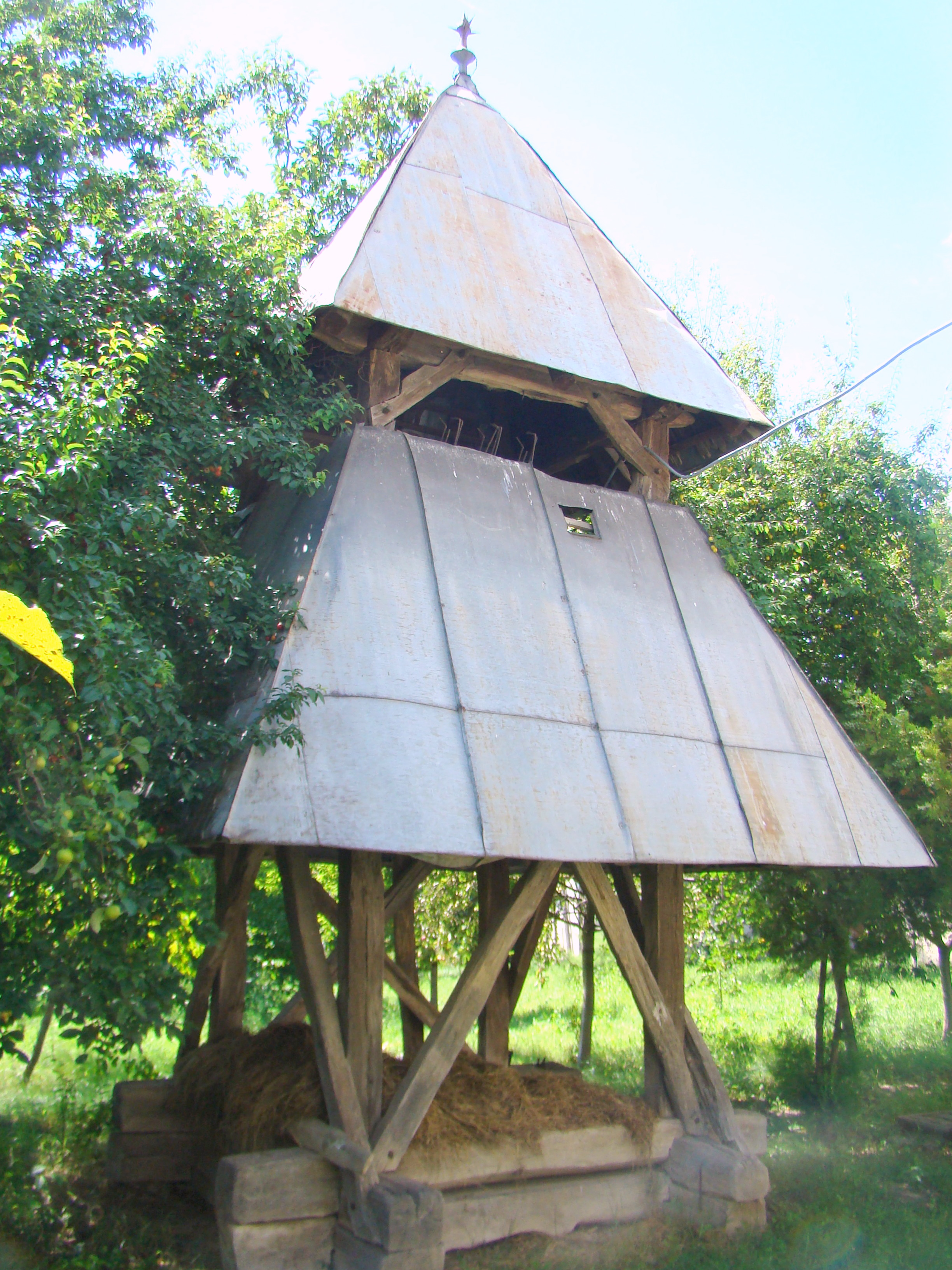
Clopotnița bisericii reformate
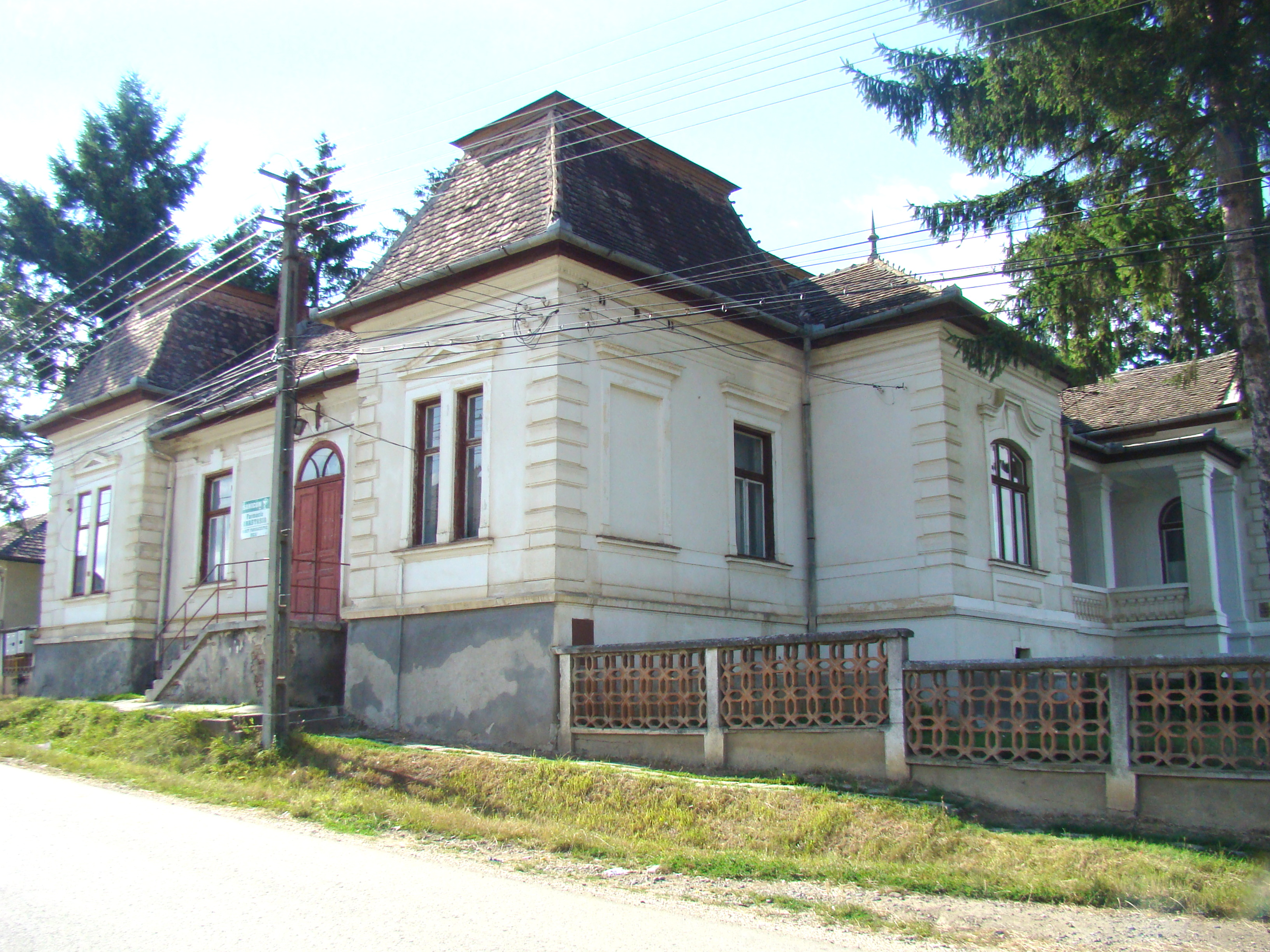
Conacul Pataki (monument istoric)
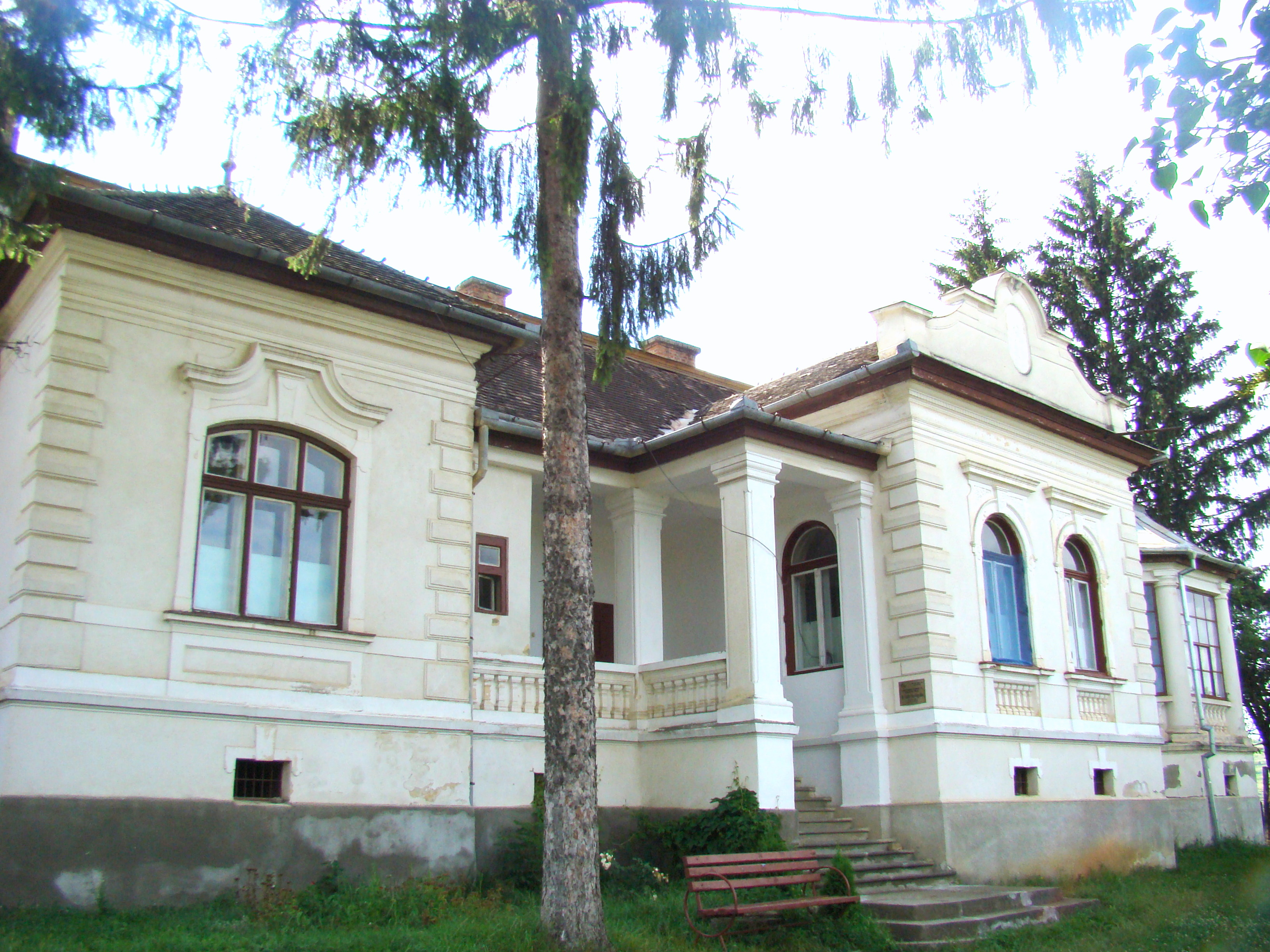
Conacul Pataki (monument istoric)
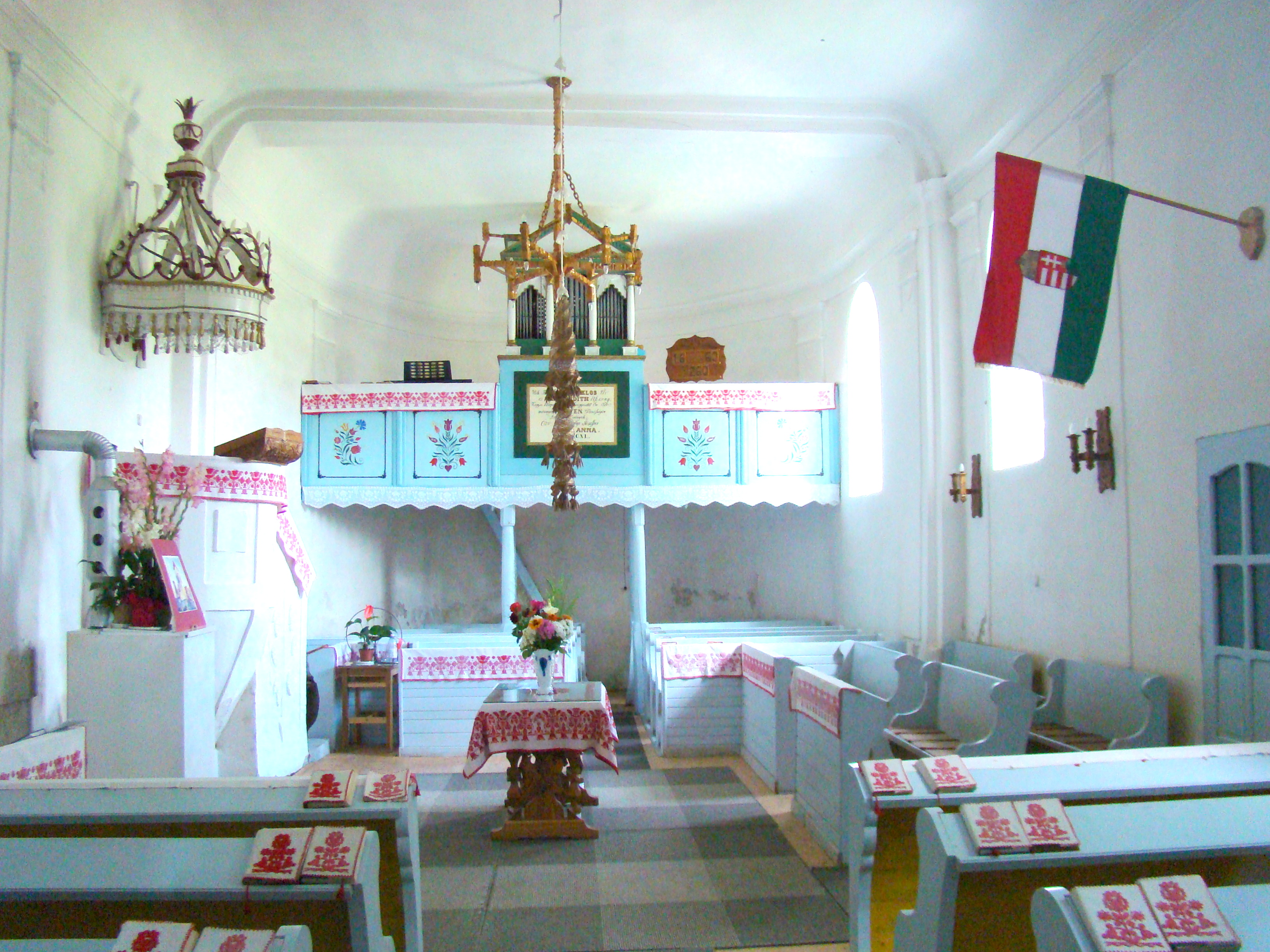
Biserica unitariană (monument istoric)
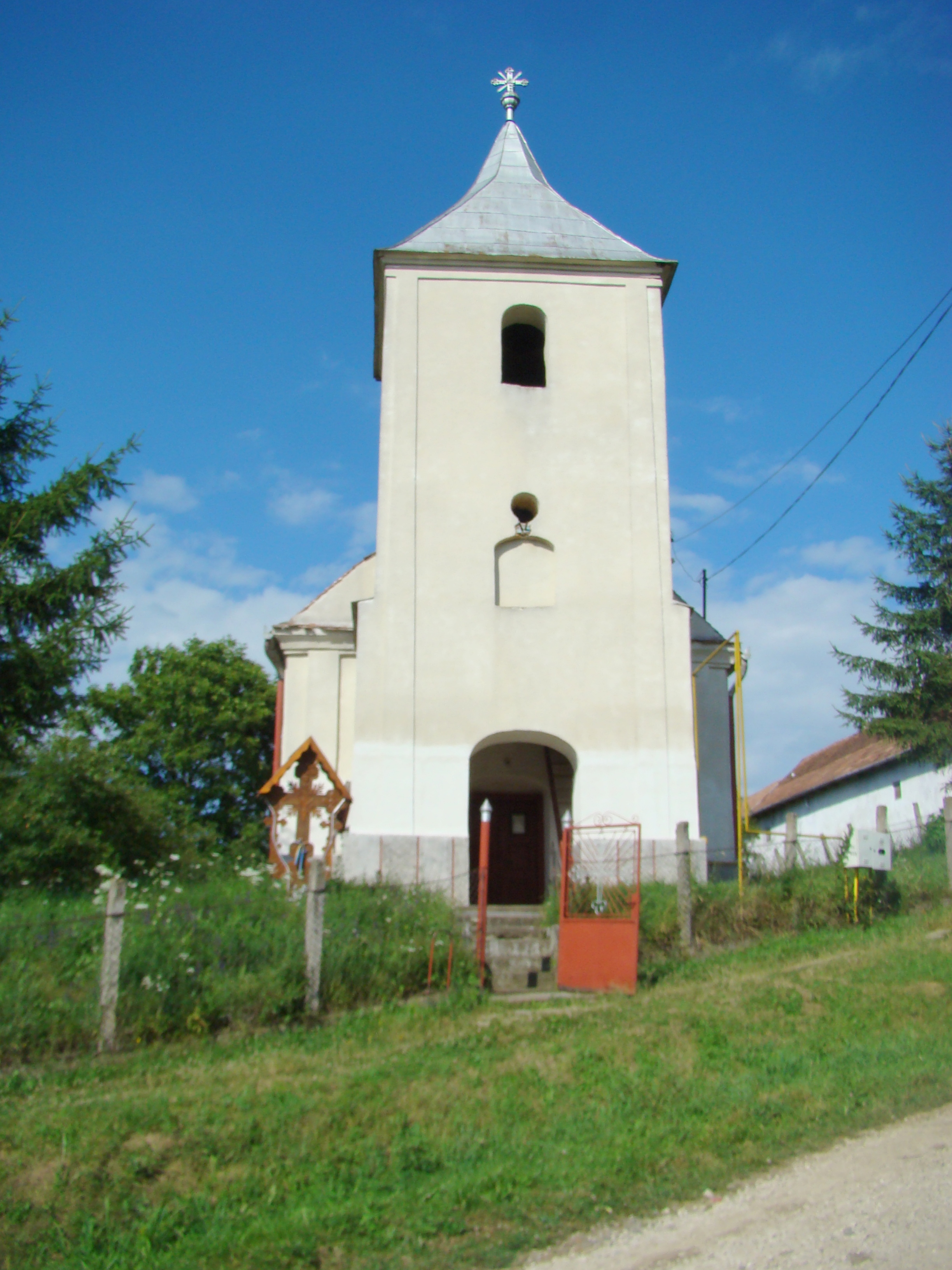
Biserica ortodoxă
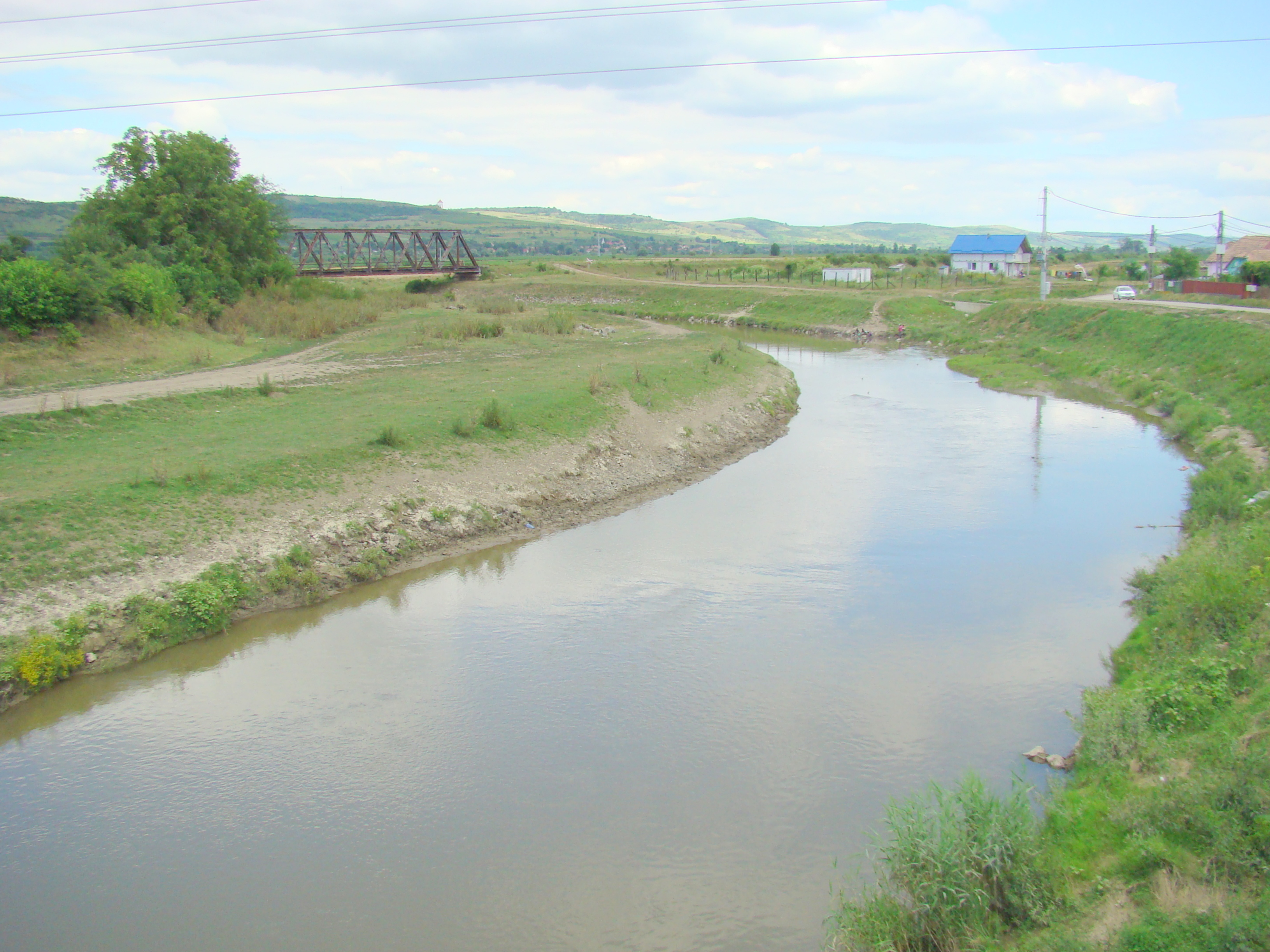
Râul Târnava Mică la Deaj
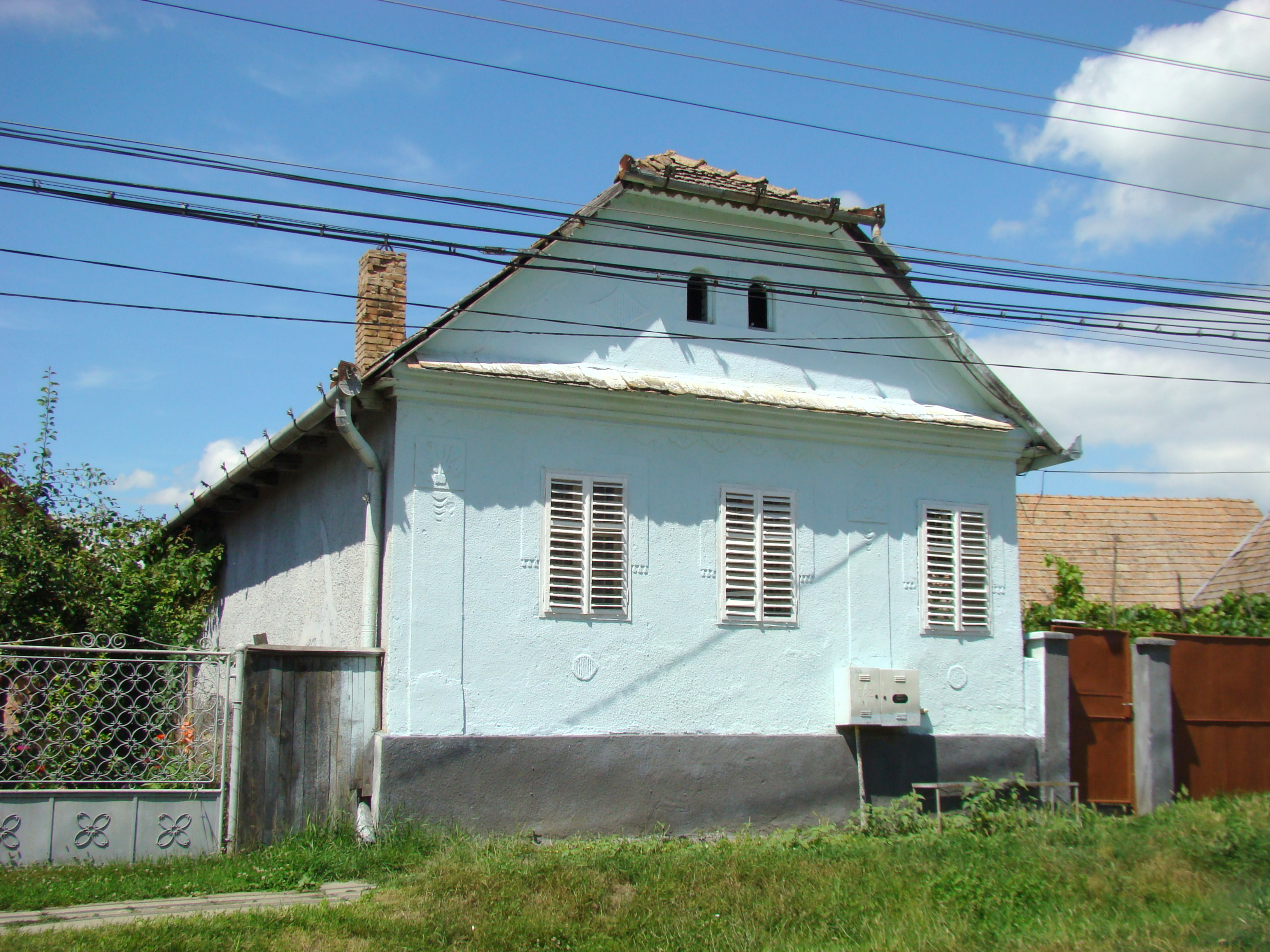